# مزیر-له-متس
مزیر-له-متس (به فرانسوی: Maizières-lès-Metz) یک کمون در فرانسه است که در Canton of Maizières-lès-Metz واقع شده‌است.

## خصوصیات
مزیر-له-متس ۸٫۹۲ کیلومترمربع مساحت و ۹٬۸۵۵ نفر جمعیت دارد و ۱۶۴ متر بالاتر از سطح دریا واقع شده‌است.